# Kali Miring
Kali Miring is een bestuurslaag in het regentschap Tanggamus van de provincie Lampung, Indonesië. Kali Miring telt 1546 inwoners (volkstelling 2010).